# Beyond Good & Evil 2
Beyond Good & Evil 2 är ett 3D-plattformsspel under utveckling av Ubisoft. Spelet är en förhistoria till TV-spelet Beyond Good & Evil som kom ut 2003. Rollfigurerna Jade och Pey'j från Beyond Good & Evil är fortfarande med. Spelet planerades först att släppas till Xbox 360 och Playstation 3, men det blev inte färdigt i tid inför den 7:e generationens spelkonsoler. Spelet har varit i utveckling sedan 2007. Under 2022 passerade spelet världsrekordet för hur länge ett spel utvecklats innan lansering, som hölls av Duke Nukem Forever (som lanserades 2011 efter mer än 14 år i utveckling).